# Ferrari 150º Italia
Der Ferrari 150º Italia war der 44. Formel-1-Rennwagen der Scuderia Ferrari. Mit diesem bestritt das Team die Formel-1-Weltmeisterschaft 2011.

## Bezeichnung
Die Details der Modellbezeichnungen wechselten mehrfach. Vor Saisonbeginn war die Bezeichnung Ferrari F150 vorgesehen. Nachdem der US-amerikanische Automobilhersteller Ford, der seit den 1950er Jahren in seiner Nutzfahrzeugreihe ein Modell namens Ford F150 im Programm hat, gerichtlich gegen die Verwendung des Namens vorgegangen war, änderte Ferrari die Bezeichnung am 10. Februar 2011 in F150th Italia. Am 5. März wurde der Rennwagen erneut umbenannt und heißt seitdem Ferrari 150º Italia.
Die Bezeichnung 150º Italia ist eine Hommage an den 150. Jahrestag der Vereinigung Italiens. Auf der Rückseite des Heckflügels wurde aus diesem Grund die Flagge Italiens lackiert. Ferrari-Chef Luca di Montezemolo erwartete dadurch „reichlich Glück“.

## Entwicklung und Technik
Der Wagen wurde von Aldo Costa und Nikolas Tombazis konstruiert. Die vom Vorgänger Ferrari F10 bekannte Heckflosse, die für den F-Schacht notwendig war, fiel aufgrund des Verbots des F-Schachts weg. Stattdessen wurde der Heckflügel mit DRS ausgestattet. Zudem war die Nase höher als beim Vorgänger, um mehr Luft unter das Fahrzeug zu bekommen.
Luca Marmorini und Gilles Simon entwickelten den V8-Motor Typ 056. Ferrari setzte in der Saison 2011 anders als im Vorjahr wieder auf KERS.

## Fahrer
Der 150º Italia wurde wie in den Jahren zuvor von Fernando Alonso sowie Felipe Massa gesteuert.

## Ergebnisse
| Fahrer                          | Nr.                             | 1 | 2 | 3 | 4  | 5   | 6   | 7   | 8 | 9 | 10 | 11 | 12 | 13 | 14 | 15 | 16 | 17  | 18 | 19 | Punkte | Rang |
| ------------------------------- | ------------------------------- | - | - | - | -- | --- | --- | --- | - | - | -- | -- | -- | -- | -- | -- | -- | --- | -- | -- | ------ | ---- |
| Formel-1-Weltmeisterschaft 2011 | Formel-1-Weltmeisterschaft 2011 |   |   |   |    |     |     |     |   |   |    |    |    |    |    |    |    |     |    |    | 375    | 3.   |
| F. Alonso                       | 5                               | 4 | 6 | 7 | 3  | 5   | 2   | DNF | 2 | 1 | 2  | 3  | 4  | 3  | 4  | 2  | 5  | 3   | 2  | 4  | 375    | 3.   |
| F. Massa                        | 6                               | 7 | 5 | 6 | 11 | DNF | DNF | 6   | 5 | 5 | 5  | 6  | 8  | 6  | 9  | 7  | 6  | DNF | 5  | 5  | 375    | 3.   |

| Legende  | Legende            | Legende                                                          |
| Farbe    | Abkürzung          | Bedeutung                                                        |
| -------- | ------------------ | ---------------------------------------------------------------- |
| Gold     | –                  | Sieg                                                             |
| Silber   | –                  | 2. Platz                                                         |
| Bronze   | –                  | 3. Platz                                                         |
| Grün     | –                  | Platzierung in den Punkten                                       |
| Blau     | –                  | Klassifiziert außerhalb der Punkteränge                          |
| Violett  | DNF                | Rennen nicht beendet (did not finish)                            |
| Violett  | NC                 | nicht klassifiziert (not classified)                             |
| Rot      | DNQ                | nicht qualifiziert (did not qualify)                             |
| Rot      | DNPQ               | in Vorqualifikation gescheitert (did not pre-qualify)            |
| Schwarz  | DSQ                | disqualifiziert (disqualified)                                   |
| Weiß     | DNS                | nicht am Start (did not start)                                   |
| Weiß     | WD                 | zurückgezogen (withdrawn)                                        |
| Hellblau | PO                 | nur am Training teilgenommen (practiced only)                    |
| Hellblau | TD                 | Freitags-Testfahrer (test driver)                                |
| ohne     | DNP                | nicht am Training teilgenommen (did not practice)                |
| ohne     | INJ                | verletzt oder krank (injured)                                    |
| ohne     | EX                 | ausgeschlossen (excluded)                                        |
| ohne     | DNA                | nicht erschienen (did not arrive)                                |
| ohne     | C                  | Rennen abgesagt (cancelled)                                      |
| ohne     | keine WM-Teilnahme |                                                                  |
| sonstige | P/fett             | Pole-Position                                                    |
| sonstige | 1/2/3/4/5/6/7/8    | Punktplatzierung im Sprint-/Qualifikationsrennen                 |
| sonstige | SR/kursiv          | Schnellste Rennrunde                                             |
| sonstige | *                  | nicht im Ziel, aufgrund der zurückgelegten Distanz aber gewertet |
| sonstige | ()                 | Streichresultate                                                 |
| sonstige | unterstrichen      | Führender in der Gesamtwertung                                   |